# Santa Luce
Santa Luce là một đô thị ở tỉnh Pisa trong vùng Toscana thuộc Ý, có cự ly khoảng 70 km về phía tây nam của Florence và khoảng 30 km về phía đông nam của Pisa. Tại thời điểm ngày 31 tháng 12 năm 2004, đô thị này có dân số 1.532 người và diện tích là 66,6 km².
Santa Luce giáp các đô thị: Casciana Terme, Castellina Marittima, Chianni, Lorenzana, Orciano Pisano, Rosignano Marittimo.